# Judith Vandermeiren
Pour les articles homonymes, voir Vandermeiren.
Judith Vandermeiren est une joueuse de hockey sur gazon belge. Elle évolue au poste de défenseure / milieu de terrain au Braxgata et avec l'équipe nationale belge.

## Biographie
Judith est née le 10 août 1994 à Anvers.

## Carrière
Elle a été appelée en équipe première pour concourir aux Jeux olympiques de 2012 à Londres,.

## Palmarès
- : 2e à l'Euro 2017
- : 3e à l'Euro 2021